# Dreaptă proiectivă
În matematică o dreaptă proiectivă este, aproximativ vorbind, extinderea unei drepte obișnuite cu un punct numit punct de la infinit. Enunțul și demonstrația multor teoreme de geometrie sunt simplificate prin eliminarea rezultatelor date de cazurile particulare. De exemplu, două drepte proiective diferite dintr-un plan proiectiv⁠(d) se întâlnesc exact într-un punct (nu există un caz „paralel”).
Există multe moduri echivalente de a defini formal o dreaptă proiectivă; una dintre cele mai frecvente este definirea unei drepte proiective peste un corp K, notat în mod obișnuit cu P1(K ), ca mulțimea subspațiilor liniare⁠(d) unidimensionale a unui K-spațiu vectorial bidimensional. Această definiție este un exemplu particular al definiției generale a unui spațiu proiectiv⁠(d).
Dreapta proiectivă peste numerele reale este o varietate (pentru detalii v. dreaptă proiectivă reală⁠(d)).

## Coordonate omogene
Un punct arbitrar al dreptei proiective P1(K) poate fi reprezentat printr-o clasă de echivalență⁠(d) de coordonate omogene, care iau forma unei perechi de elemente {\displaystyle [x_{1}:x_{2}]} din K, care nu sunt ambele zero. Două astfel de perechi sunt echivalente dacă diferă printr-un factor global diferit de zero λ:
{\displaystyle [x_{1}:x_{2}]\sim [\lambda x_{1}:\lambda x_{2}].}

## Extinderea dreptei cu punctul de la infinit
Dreapta proiectivă poate fi identificată cu dreapta K extinsă cu un punct de la infinit. Mai exact, dreapta K poate fi identificată cu submulțimea lui P1(K) dată de
{\displaystyle \left\{[x:1]\in \mathbf {P} ^{1}(K)\mid x\in K\right\}.}
Această submulțime acoperă toate punctele din P1(K) cu excepția unuia, punctul de la infinit:
{\displaystyle \infty =[1:0].}
Acest lucru permite extinderea aritmeticii pe K la P1(K) prin formulele
{\displaystyle {\frac {1}{0}}=\infty ,\qquad {\frac {1}{\infty }}=0,}
{\displaystyle x\cdot \infty =\infty \quad } dacă {\displaystyle \quad x\not =0}
{\displaystyle x+\infty =\infty \quad } dacă {\displaystyle \quad x\not =\infty }
Aplicarea acestei aritmetici în termeni de coordonate omogene dă, când cazul [0 : 0] nu apare:
{\displaystyle [x_{1}:x_{2}]+[y_{1}:y_{2}]=[(x_{1}y_{2}+y_{1}x_{2}):x_{2}y_{2}],}
{\displaystyle [x_{1}:x_{2}]\cdot [y_{1}:y_{2}]=[x_{1}y_{1}:x_{2}y_{2}],}
{\displaystyle [x_{1}:x_{2}]^{-1}=[x_{2}:x_{1}].}

## Exemple

### Dreapta proiectivă reală
Dreapta proiectivă peste numerele reale se numește dreapta proiectivă reală. De asemenea, poate fi considerată drept dreapta K împreună cu un punct de la infinit, ∞. Punctul este conectat la ambele capete ale lui K creând o buclă închisă sau cerc topologic.
Un exemplu se obține prin proiectarea punctelor din R2 pe cercul unitate și apoi identificând punctele diametral opuse. În ceea ce privește teoria grupurilor, câtul se poate lua din subgrupul {1, −1}.
A se compara cu dreapta reală încheiată⁠(d), care deosebește ∞ de −∞.

### Dreapta proiectivă complexă: sfera Riemann
Adăugarea la planul complex a unui punct de la infinit duce la un spațiu care este topologic o sferă. Prin urmare, dreapta proiectivă complexă este cunoscută și sub denumirea de sfera Riemann (sau uneori sfera Gauss). Este utilizată constant în analiza complexă, geometria algebrică și teoria varietăților complexe, ca cel mai simplu exemplu de suprafață Riemann⁠(d) compactă.

### Pentru un corp finit
Dreapta proiectivă peste un corp finit Fq de elemente q are q + 1 puncte. În toate celelalte privințe, nu este diferită de dreptele proiective definite pe alte tipuri de corpuri. În termeni de coordonate omogene  [x : y], q din aceste puncte au forma [a : 1] pentru orice a din Fq, iar punctul de la infinit rămas poate fi reprezentat drept [1 : 0].

## Grup de simetrie
În general, grupul de omografii⁠(d) cu coeficienții în K acționează pe dreapta proiectivă P1(K ). Această acțiune de grup⁠(d) este tranzitivă, astfel încât P1(K) este un spațiu omogen⁠(d) pentru grup, adesea notat PGL2(K) pentru a sublinia natura proiectivă a acestor transformări. Tranzitivitatea spune că există o omografie care va transforma orice punct Q în orice alt punct R. Punctul de la infinit al P1(K) este, prin urmare, un artefact de alegere a coordonatelor: coordonatele omogene {\displaystyle [X:Y]\sim [\lambda X:\lambda Y]} exprimă un subspațiu unidimensional printr-un singur punct diferit de zero (X, Y) aflat în el, dar simetriile dreptei proiective pot muta punctul ∞ = [1 : 0] față de oricare altul, de care nu se distinge în niciun fel.
Mult mai mult este adevărat, în sensul că o anumită transformare poate lua orice puncte distincte Qi pentru i = 1, 2, 3 la orice alt 3-tuplu Ri de puncte distincte (tranzitivitate triplă). Această specificație „utilizează” cele trei dimensiuni ale PGL2(K). Cu alte cuvinte, este o acțiune de grup puternic 3-tranzitivă. Aspectul de calcul al acestuia este raportul anarmonic. Într-adevăr, este adevărată o inversă generalizată: o acțiune de grup puternic 3-tranzitivă este întotdeauna (izomorfă cu) o formă generalizată a unei acțiuni PGL2(K) pe o dreptă proiectivă, înlocuind „corpul” printr-un „KT-corp” (generalizând inversul către un tip de involuție mai slab) și „PGL” printr-o generalizare corespunzătoare a aplicațiilor liniare proiective.

## În calitate de curbă algebrică
Dreapta proiectivă este un exemplu fundamental de curbă algebrică⁠(d). Din punctul de vedere al geometriei algebrice, P1(K) este o curbă nesingulară de genul 0. Dacă K este închisă algebric, aceasta este unica astfel de curbă peste K, până la echivalența rațională. În general, o curbă (nesingulară) de genul 0 este echivalentă rațional peste K cu o conică C, care este ea însăși echivalentă birațional cu dreapta proiectivă dacă și numai dacă C are un punct definit peste K. Din punct de vedere geometric un astfel de punct P poate fi folosit ca origine pentru a face explicită echivalența birațională⁠(d).
corpul funcțiilor dreptei proiective este corpul K(T) al funcțiilor raționale peste K, într-un singur T nedeterminat. Automorfismele corpului K(T) peste K sunt tocmai grupul PGL2(K) discutat mai sus.
Orice corp de funcții K(V) dintr-o varietate algebrică V peste K, altul decât un singur punct, are un subcorp izomorf cu K(T). Din punctul de vedere al geometriei biraționale⁠(d), aceasta înseamnă că va exista o aplicație rațională de la V la P1(K), care nu este constantă. Imaginea va omite numai un număr finit de puncte ale lui P1(K), iar imaginea inversă a unui punct tipic P va fi de dimensiunea dim V − 1. Acesta este începutul metodelor în geometrie algebrică care sunt inductive referitor la dimensiune. Aplicațiile raționale joacă un rol analog cu funcțiile meromorfe din analiza complexă, și, într-adevăr, în cazul suprafeței Riemann compacte cele două concepte coincid.
Dacă V este considerat acum ca având dimensiunea 1, se obține o imagine a unei curbe algebrice tipice C „peste” P1(K). Presupunând că C este nesingulară (ceea ce nu este o pierdere a generalității care începe cu K(C)), se poate demonstra că o astfel de aplicație rațională de la C la P1(K) va fi de fapt definită peste tot. (Nu este cazul dacă există singularități, deoarece, de exemplu, un punct dublu unde o curbă se autointersectează poate da un rezultat nedeterminat într-o aplicație rațională.) Aceasta are un aspect în care principala caracteristică geometrică este ramificarea.
Multe curbe, de exemplu curbele hipereliptice, pot fi prezentate abstract, ca acoperiri ramificate ale dreptei proiective. Conform formulei Riemann–Hurwitz, atunci genul depinde doar de tipul de ramificație.
O curbă rațională este o curbă care este echivalentă birațional cu o dreaptă proiectivă (vezi varietatea rațională); genul este 0. O curbă normală rațională în spațiul proiectiv Pn este o curbă rațională care nu se află într-un subspațiu liniar propriu. Se știe că există un singur exemplu (până la echivalența proiectivă), care, dat parametric în coordonate omogene este
[1 : t : t2 : ... : tn].